# Биркиркара
Биркиркара (малт. Il-Kunsill Lokali ta' Birkirkara, итал. Birchircara) је највећи град на острвској држави Малти. Налази се у центру већег острва и заузима површину од 2,7 km². Према попису из 2010. године, у овом граду живи 25.775 становника, који су углавном римокатоличке вере.
Биркиркара је позната и по фудбалском клубу Биркиркара, једном од најбољих клубова на острву.